# بيرت كي. سنايدر
بيرت كي. سنايدر هو سياسي أمريكي، ولد في 27 ديسمبر 1890 في ليكفيو في الولايات المتحدة، وتوفي في 10 مارس 1964. نشط حزبياً في الحزب الجمهوري. وقد انتخب عضو مجلس نواب أوريغون ‏.